# Voschod (motorfiets)

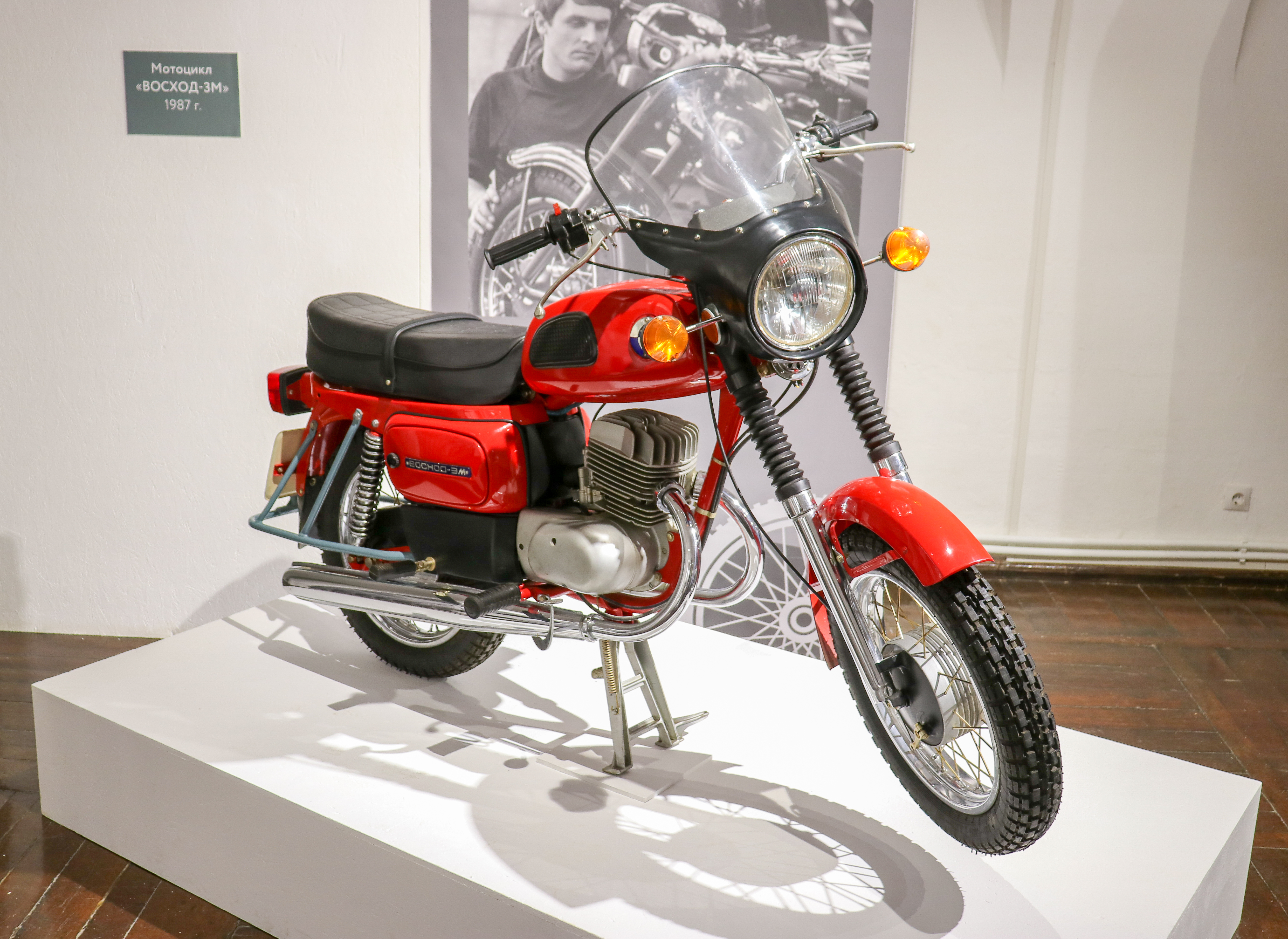
Voschod 3M

Voschod (Russisch: Восход) is een historisch merk van motorfietsen, dat werd geëxporteerd via V/O Avtoexport in de Russische hoofdstad Moskou. V/O Avtoexport was het exportbedrijf van de Sovjet-Unie.
Voschod was een groot Russisch merk dat werd ontwikkeld door de Degtjarjovfabriek in Kovrov en aanvankelijk 173 cc tweetakten maakte, die eerst van DKW werden nagemaakt, maar later Jawa-CZ-constructies als voorbeeld hadden. Latere modellen hadden veel overeenkomsten met de IZj-modellen Jupiter en Planeta. Ook Kovrovets is afkomstig van de Degtjarjovfabriek.
Voskhod is de opvolger van het merk Moskva. De naamswijziging vond waarschijnlijk tussen 1961 en 1965 plaats.